# Dove non ho mai abitato
Dove non ho mai abitato è un film sentimentale del 2017 diretto da Paolo Franchi. Il film ha avuto una ottima accoglienza critica ed è stato distribuito in Italia da Lucky Red. Ha ottenuto tre candidature al nastro d'argento, ha ottenuto un globo d'oro dalla stampa estera e un premio ciak d'oro.

## Trama
Francesca si è trasferita a Parigi da 20 anni, dopo la morte della madre e la laurea in architettura, contro la volontà del padre, famoso architetto egocentrico e prevaricatore. Tornata a Torino a fargli visita, viene coinvolta dal padre nella ristrutturazione di una villa insieme a  Massimo, architetto del suo studio. L’incontro tra i due, e la morte del padre, metteranno in discussione la forzata ricerca di equilibrio di Francesca.